# Gnophos supinata
Gnophos supinata är en fjärilsart som beskrevs av Lederer 1853. Gnophos supinata ingår i släktet Gnophos och familjen mätare. Inga underarter finns listade i Catalogue of Life.